# Вакхил
Вакхи́л  (др.-греч. Βακχύλος; лат. Baccillus; II век) — епископ Коринфа, христианский писатель.
Вакхил жил в II веке и был епископом Коринфа. Евсевий Кесарийский в своей книге «Церковная история», рассказывает о том, что в конце II века продолжился спор о дате празднования Пасхи, на этот раз он был между Виктором, епископом Римским, и Поликратом, епископом Эфесским. Христиане Малой Азии, где Поликрат был епископом в Эфесе, разрешали пост и совершали пасху в 14 день (первого весеннего лунного) месяца нисана, в день законной ветхозаветной пасхи, в какой бы день недели это 14 число ни выпадало, согласно преданию, полученному от апостолов Иоанна Богослова и апостола Филиппа. В Риме праздновали Пасху в день воскресный после 14 нисана согласно более позднему обычаю. Обычай празднования Пасхи 14 нисана более древний, но он к концу II века стал менее распространен среди христиан. В 196 году Виктор созвал в Риме поместный собор, на котором был закреплен западный обычай празднования Пасхи — в воскресенье, следовавшее за Страстной пятницей. Подобные поместные соборы происходили и в других областях: собор Понтийских епископов, собравшихся под председательством старейшего епископа Пальмы; собор Галльских епископов, под председательством Иринея; собор в Осроене местных епископов; собор в Иерусалиме  под председательством Наркисса, епископа Иерусалимский и при участии Феофила Кесарийского. Все эти соборы постановили праздновать Пасху в воскресение после 14 нисана.
Епископ Вакхил собрал и провёл церковный собор в Коринфе, на котором он был председателем, на соборе также постановили праздновать Пасху в воскресение после 14 нисана. 44 глава книги Иеронима Стридонского «О знаменитых мужах» посвящена Вакхилу, в ней Иероним пишет о том, что Вакхил как представитель всех епископов Ахайи написал изящный труд «О Пасхе». Евсевий Кесарийский сообщает о том, что сочинение написано в виде послания. Работы Вакхила не сохранились.